# Province d'Asti
La province d'Asti (provincia d'Asti en italien) est une province italienne située dans le Piémont, dont le chef-lieu est la ville d'Asti. En 2015, elle comptait 218 531 habitants.

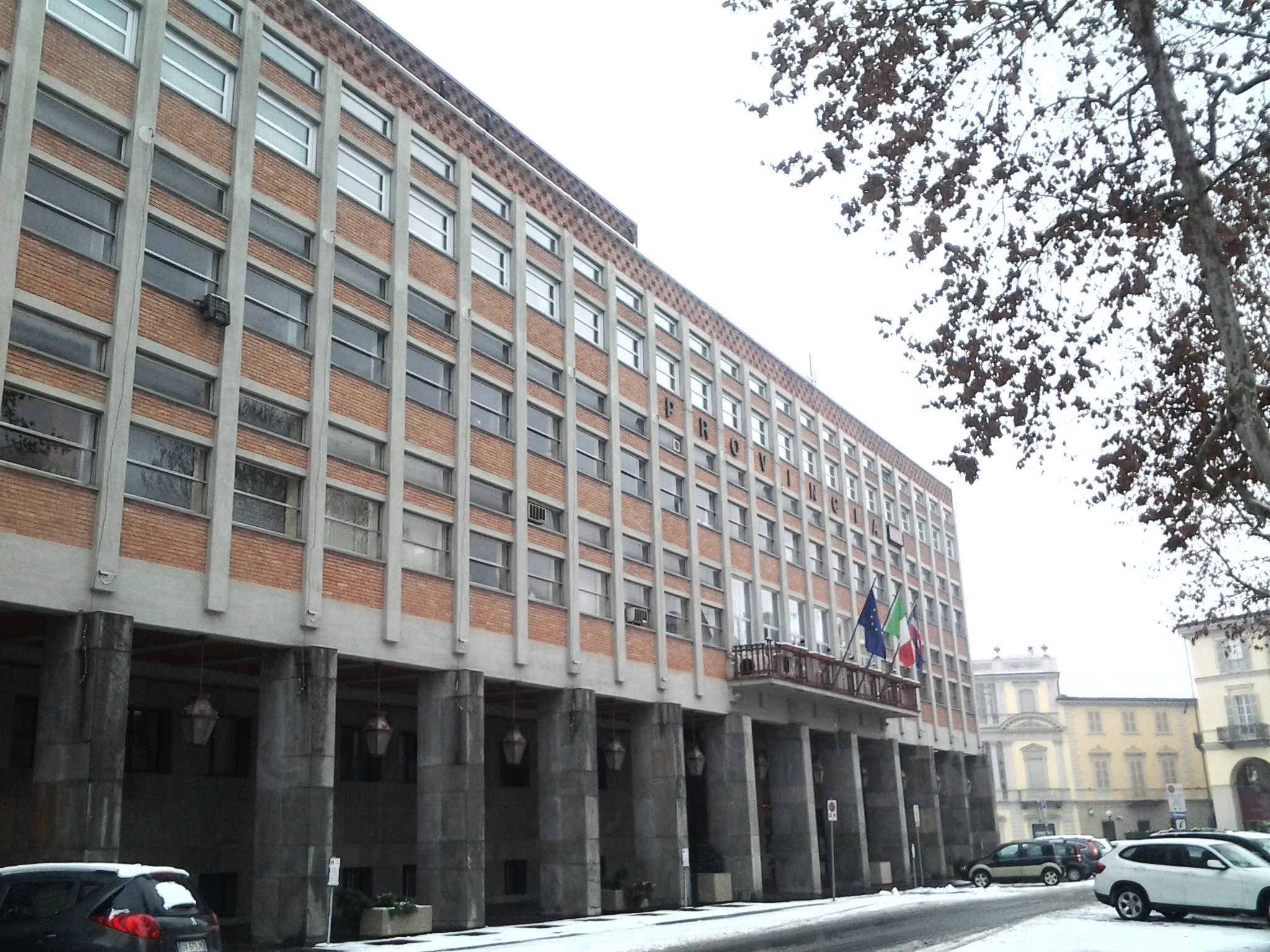
Le siège provincial.

## Histoire
Les plus anciens documents qui parlent de la province d'Asti remontent à 1620. On dit que la province était formée par 42 communes. Cependant le Codex Astensis relate d'évènements et de chroniques de cette région antécédent à cette date.
En 1622, la province s'agrandit. 87 communes en faisaient alors partie.
De 1797 à 1814, la province fut d'abord sous la domination de la République française, puis sous celle de l'Empire napoléonien.
En 1815, elle voit naître le futur saint Jean Bosco, appelé aussi Don Bosco, fondateur des salésiens.
Après le retour de la maison de Savoie, on revient à l'ancienne Constitution et la province d'Asti est unie à celle d'Alexandrie (Alessandria).
De 1842 à 1847, la province fait partie de « l'Intendenza Generale di Casale » ; en 1847, elle est de nouveau unie à Alexandrie et y reste jusqu'en 1859.
La province autonome a été rétablie le 1er avril 1935 par décret royal n°297 du roi Victor Emmanuel III.
La province d'Asti est parmi les institutions détentrice de la médaille d'or de la valeur militaire (Medaglia d'Oro al Valor Militare) pour sa contribution à l'action de la Résistance durant les deux dernières années de la Seconde Guerre mondiale.

## Économie
- Viticulture :
  - Asti spumante (DOCG)
  - Monferrato Ciaret